# Wełyka Nowosiłka
Wełyka Nowosiłka (ukr. Велика Новосілка) – osiedle typu miejskiego w obwodzie donieckim Ukrainy, do 2020 roku administracyjne centrum rejonu wełykonowosiłkowskiego. W 2023 roku zamieszkiwana przez 300 osób.
Miejscowość założona w 1780 przez greckich przesiedleńców z Krymu. Do 1946 miejscowość nosiła nazwę Wełykyj Janisol.
Miejscowość była miejscem zaciętych długotrwałych walk po rosyjskiej inwazji na Ukrainę; 26 stycznia 2025 r. została zdobyta przez Siły Zbrojne Federacji Rosyjskiej.